# Tempest for Eliza
Tempest for Eliza — программа, предназначенная для AM-радиовещания с помощью компьютерного монитора. Изначально рассчитана на CRT (ЭЛТ) мониторы.

## Принцип работы
Известно, что любой монитор излучает электромагнитные волны. При обычной работе за компьютером они не несут упорядоченного характера и лишь вызывают помехи в коротковолновых радиоприемниках, находящихся на близком расстоянии от источника излучения. Однако, вызывая «правильные», то есть созданные по определённому алгоритму изображения, можно добиться того, что волны, излучаемые монитором и воспроизведённые радиоприемником, будут восприниматься человеком как музыка. Подробнее этот эффект разобран в работе Markus G. Kuhn и Ross J. Anderson «Soft Tempest: Hidden Data Transmission Using Electromagnetic Emanations», которая послужила основой для создания этой программы. В работе предлагается, например, организовать утечку информации из защищенных систем при помощи заражения вирусом и последующей передачи в AM через излучение монитора. В конце статьи есть ссылки и на другие документы, в которых описан этот эффект.
Для воспроизведения AM-радиосигналов используются специальные изображения, составленные так, чтобы ток электронного пучка кинескопа имел форму, близкую к низкочастотному (единицы-десятки МГц) АМ-сигналу. В первую очередь временные параметры этого тока задаются пиксельной частотой (pixel clock) — с этой частотой луч переходит от центра одного пикселя к центру следующего. Величина тока регулируется для каждого пикселя при помощи видеосигнала от микросхемы ЦАП en:RAMDAC на видеокарте. Создавая регулярные шаблоны в оттенках серого можно добиться, чтобы величина тока пучка при прорисовке экрана или его части стала близка к огибающей целевого сигнала. Для передачи сигнала не обязательно использовать дисплей с кинескопом, но достаточно подсоединить в разъему видеовыхода (VGA разъему) антенну или подходящий плохо экранированный кабель.

## Возможности
- Прослушивание музыки без помощи звуковой карты
- Прослушивание музыки на расстоянии от компьютера (например, в другой комнате)
- Изучение интересного физического эффекта.
- Возможность передавать не только музыку в собственном формате программы, но и файлы в формате MP3, перекодировав их с помощью Tempest for MP3.

## Недостатки
- Недостаточное качество звука. Вы не сможете передавать музыку с таким же качеством, как это делают радиостанции
- Недостаточная дальность передачи. У вас точно не получится организовать собственную радиостанцию.
- Высокая склонность к помехам.
- Невозможность передачи на УКВ-частотах. Фактически, наилучшее качество достигается на частоте около 10 МГц, но на неё возможно настроить не каждый радиоприёмник. Возможна передача и на частотах около 1500 кГц, но в этом случае дальность приёма при использовании LCD-монитора не превышает десятка сантиметров.
- LCD-мониторы дают значительно меньшее излучение, чем CRT. Производители борются с электромагнитным излучением, считая его опасным для человека. Возможно, 20 лет назад возможно было соорудить на базе обычного монохромного дисплея мощный радиопередатчик, а через 10 лет возможность такого использования монитора окончательно уйдёт в прошлое.

## Использование программы
Для компиляции потребуется libSDL, для работы с MP3 — amp и SoX. Настоятельно рекомендуется использовать 8-битную цветность X11 (256 цветов) для большей скорости вывода изображений.

### Другие ссылки
- Сайт Роса Андерсона, содержит материалы для начинающих и указания, куда двигаться дальше.
- Полный, неофициальный сайт о TEMPEST (недоступная ссылка).